# كيمن ياكاري
كيمن ياكاري (yacare caiman) (بالبرتغالية: jacaré) هو نوع من الكيامن يعيش في وسط أمريكا الجنوبية، بما في ذلك شمال شرق الأرجنتين وأوروغواي وشرق بيرو وشرق بوليفيا ووسط وجنوب غرب البرازيل وأنهار الباراغواي. يوجد حوالي 10 ملايين فرد من كيمن ياكار داخل البانتانال البرازيلية وتمثل ما هو من المرجح بشكل كبير أنه أكبر تجمع تمساحي على الأرض.
هي كيامن صغيرة ومتوسطة الحجم، معظم الذكور البالغة تنمو إلى ما يقرب من 2 أو 2.5 متر (6 قدم 7 بوصة أو  8 قدم 2 بوصة) في الطول، وفي بعض الأحيان 3 متر (9.8 قدم) للفرد (هناك تقارير تشير بالوصول إلى 4 متر (13 قدم) للأفراد داخل البانتانال لم يتم التحقق منها). والإناث أصغر من ذلك بكثير، في المتوسط 1.4 متر (4.6 قدم). كتلة جسم هذا النوع يمكن أن تصل إلى 58 كيلوغرام (128 رطل) في الذكور و14 إلى 23 كيلوغرام (31 إلى 51 رطل) في الإناث. وصغر حجمها يجعلها نسبياً فريسة محتملة من قبل الجاكوار و الأناكوندا.
النظام الغذائي لهذا النوع يتكون في الأساس من الأسماك (وخاصة البيرانا) وكذلك الطيور والزواحف والثدييات الصغيرة. وأحيانًا الثدييات الكبيرة (وخاصة الكابيبارا) التي تُفترس من قبل البالغين الكبار. وبشكل عام ونظرًا لصغر حجم هذا النوع فهو لا يشكل خطراً كبيراً على البشر.

## معرض الصور

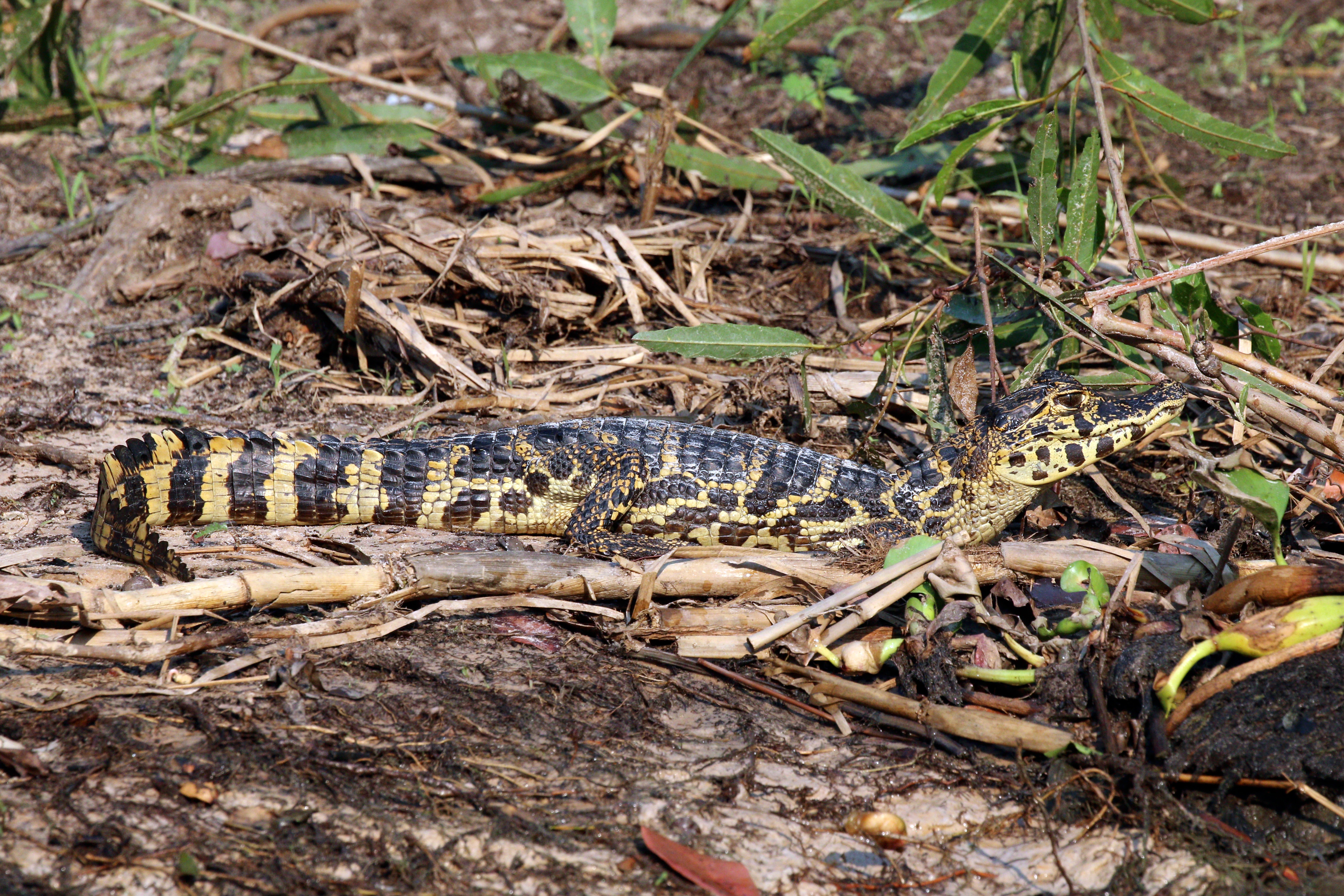
حدث عمره شهر واحد تقريبًا بانتانال، البرازيل
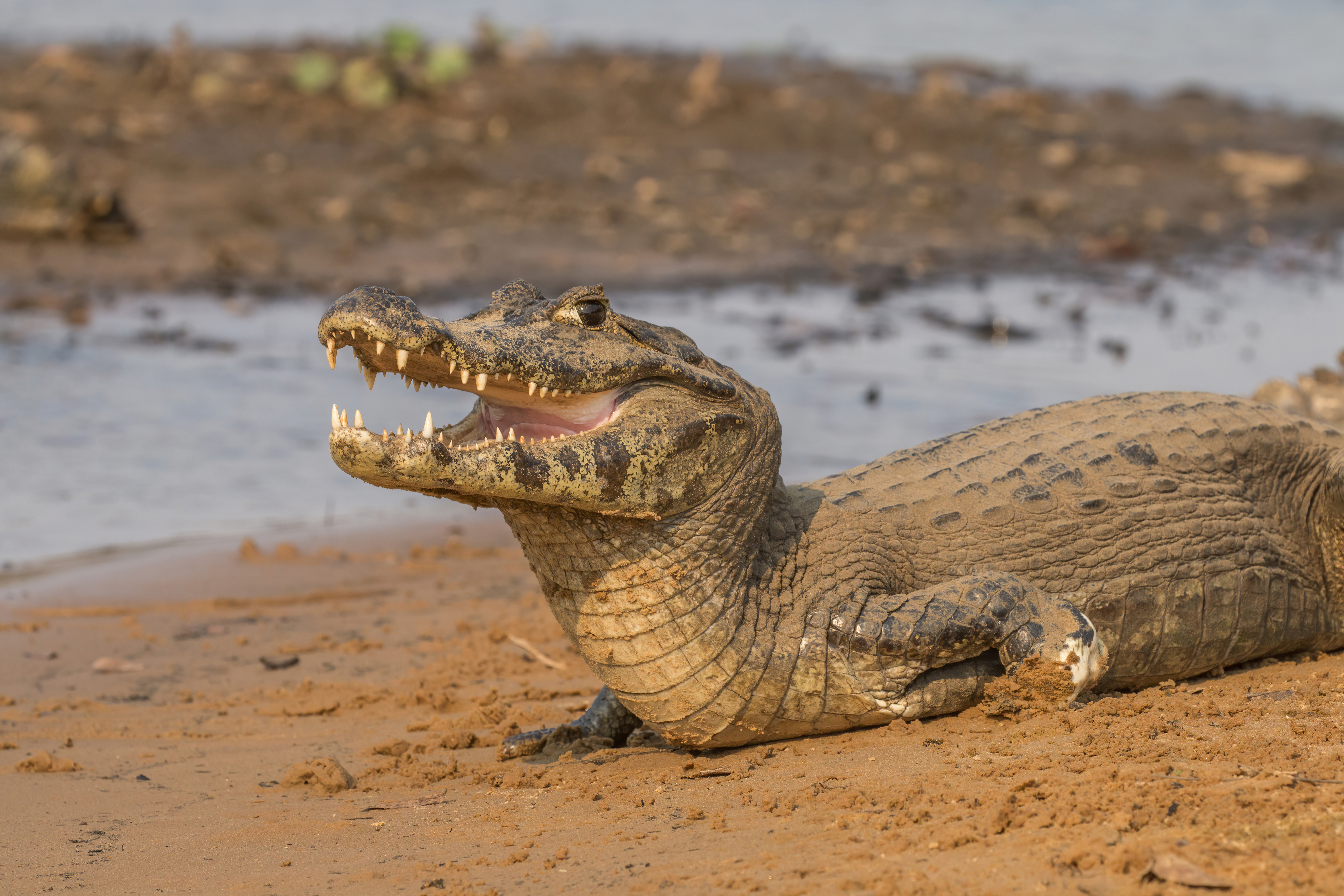
بانتانال، البرازيل
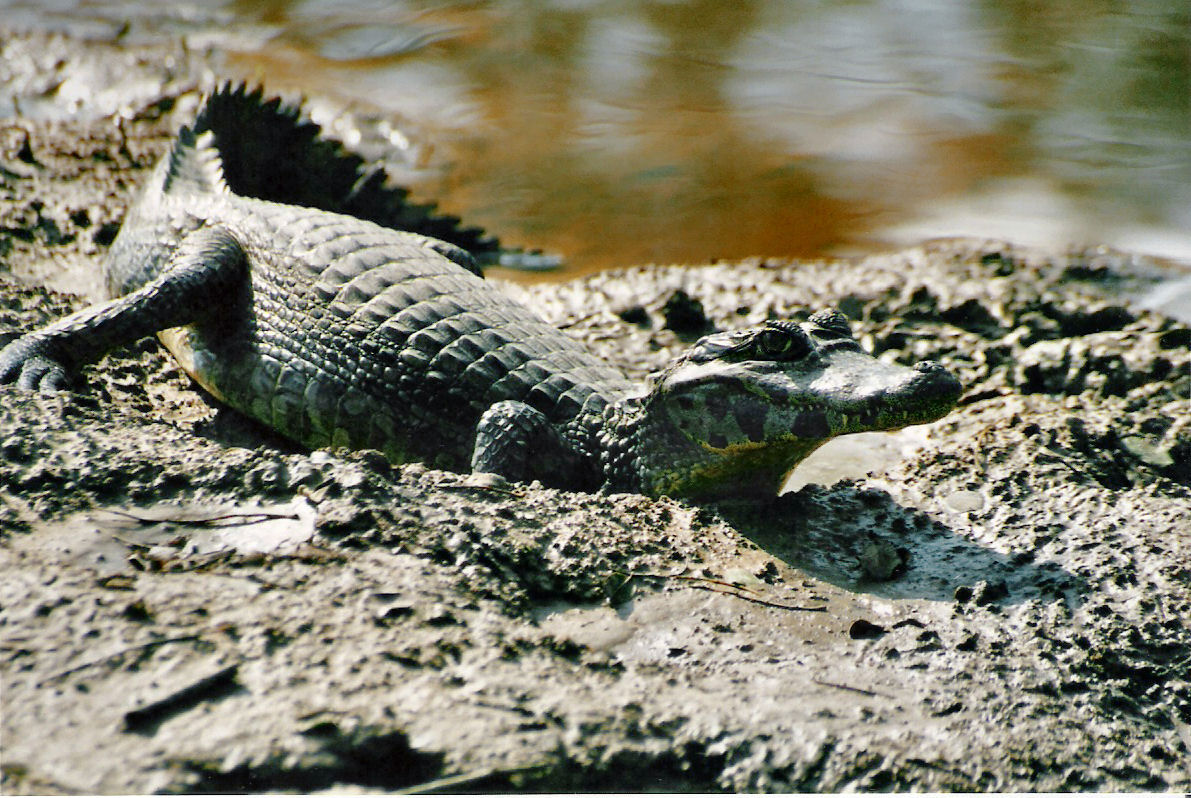
مقاطعة فورموزا، الأرجنتين
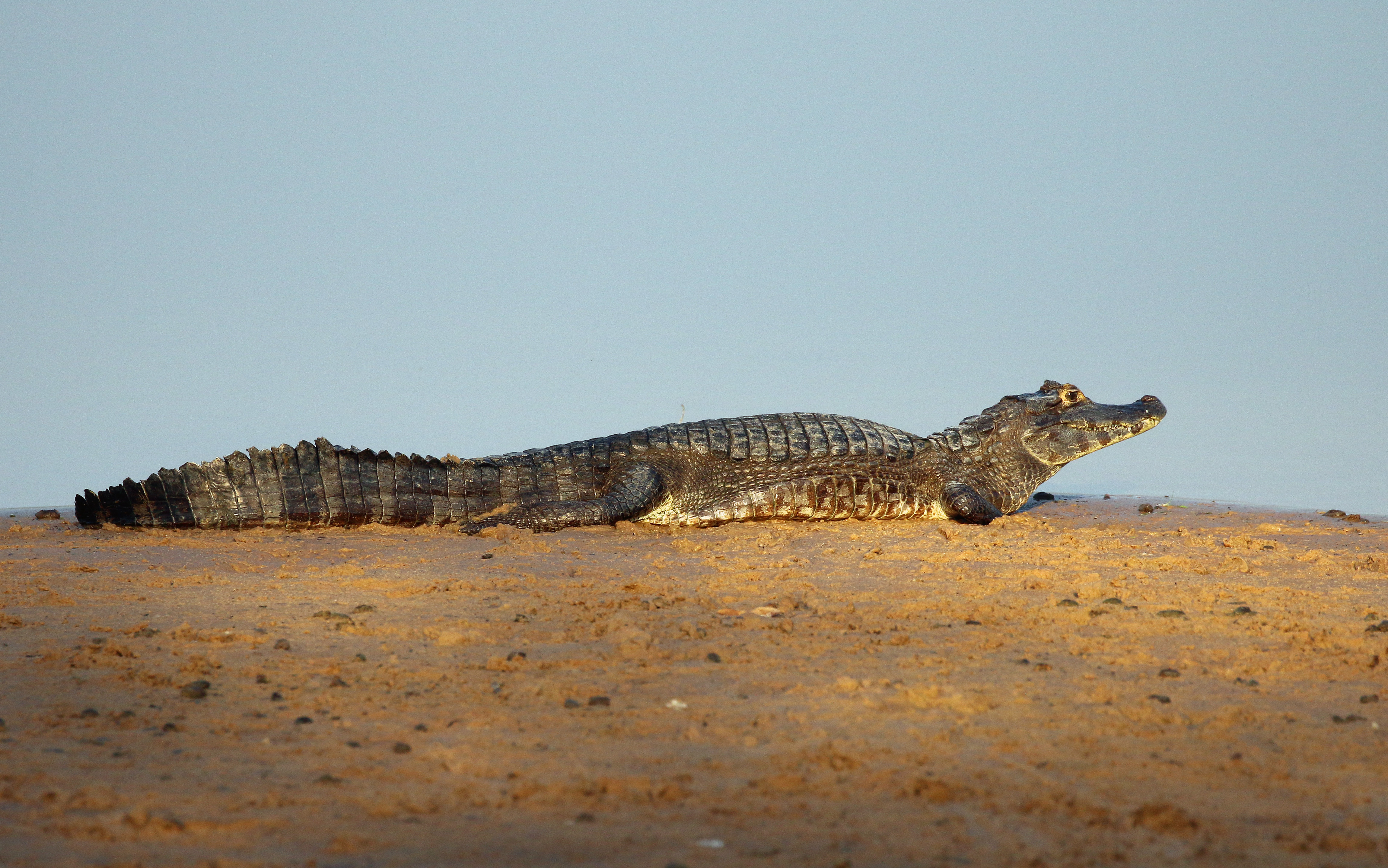
بانتانال، البرازيل
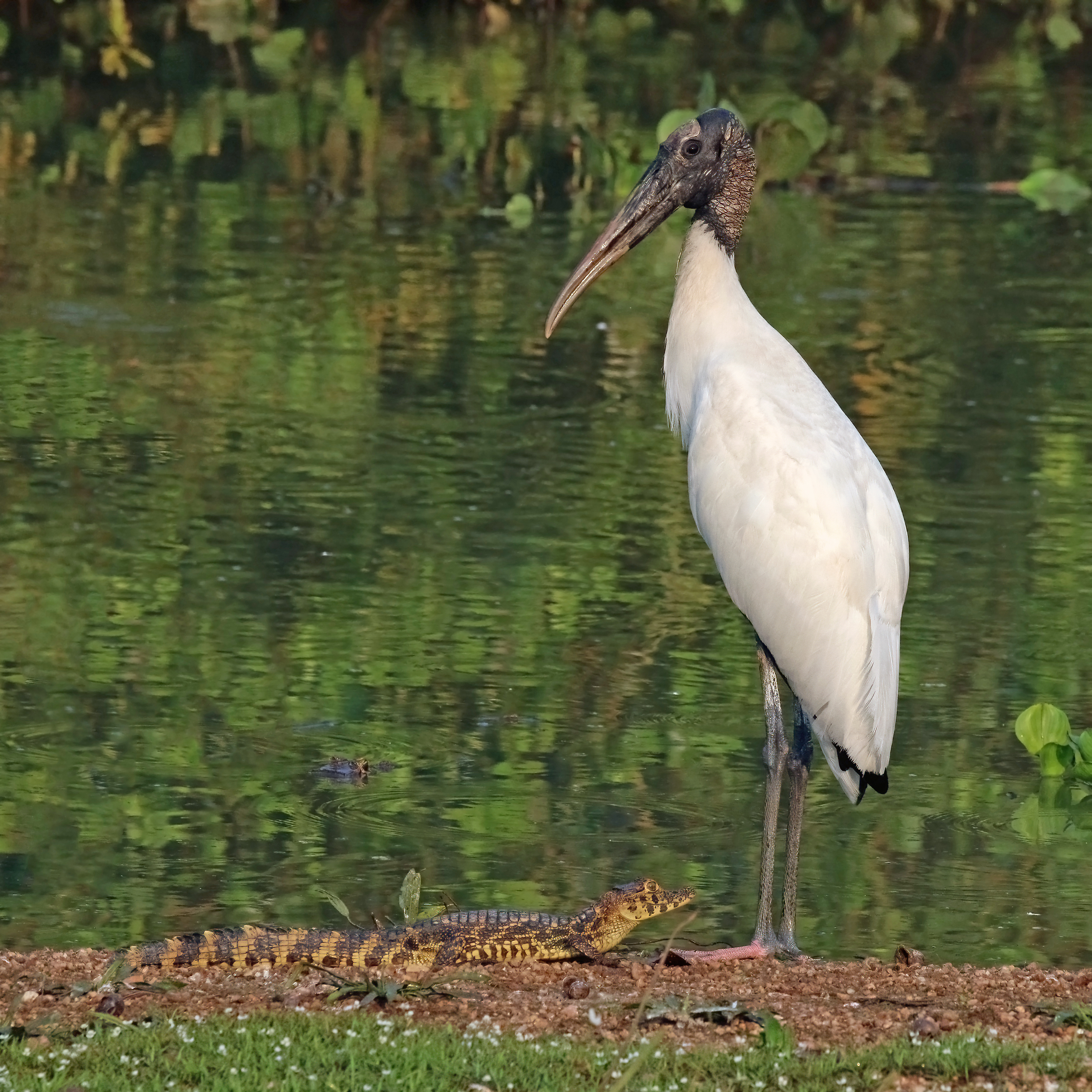
حدث مع لقلق الغياض بانتانال، البرازيل
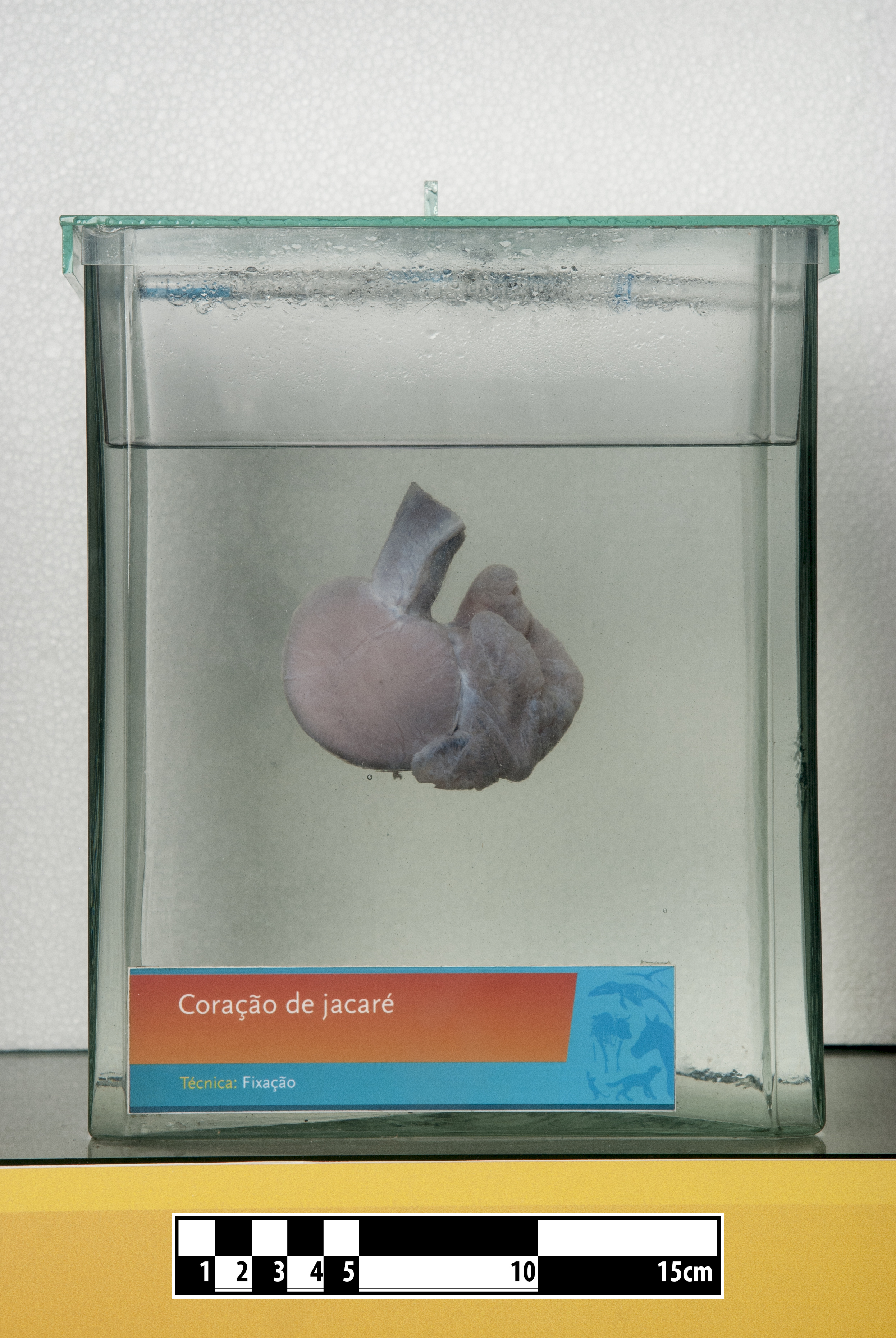
قلب قاطور الأراضي الرطبة
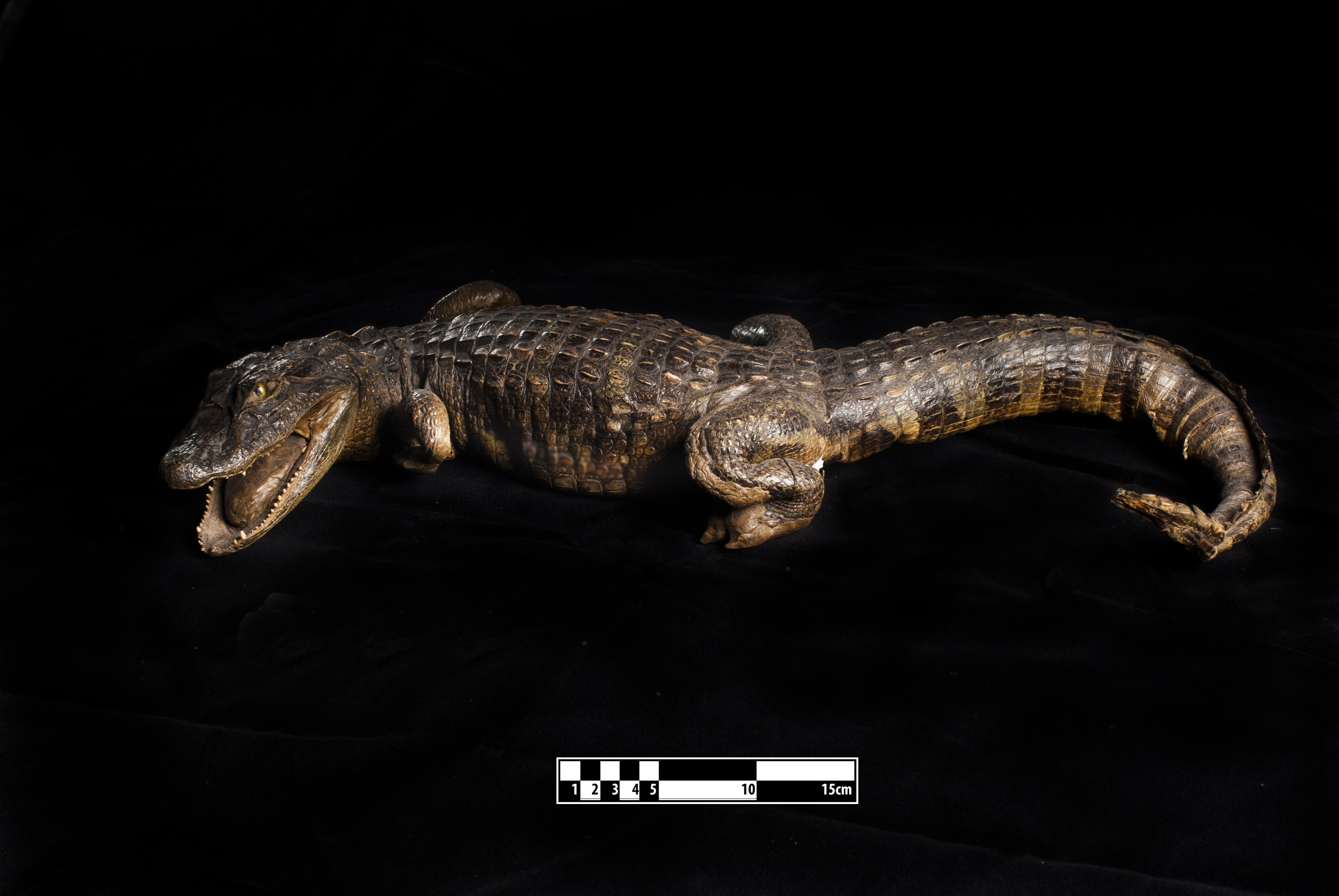
عينة محنطة

## وصلات خارجية
- Caiman yacare at the U. of Florida
- http://lema.rae.es/drae/?val=yacar%C3%A9